# Dieckhorst
Dieckhorst ist ein Ortsteil der Gemeinde Müden (Aller) (Samtgemeinde Meinersen) im niedersächsischen Landkreis Gifhorn. 

## Geografie und Verkehrsanbindung
Der Ort liegt östlich des Kernortes Müden und nördlich der Aller. Die Naturschutzgebiete „Viehmoor“ und „Fahle Heide, Gifhorner Heide“ liegen südöstlich.
Die B 188 verläuft südlich und die B 4 verläuft östlich.

## Geschichte
Südlich von Dieckhorst stand ein 1433 erstmals erwähntes Schloss des Herzogtums Braunschweig-Lüneburg. Auf ihm saßen bis 1844 als herzogliche Ministeriale die Herren von Marenholtz. 1473 wurde ihnen erlaubt, das Schloss mit Graben, Zaun und Planken zu versehen und es in Holz- und Mauerwerk auszubauen. Das letzte Herrenhaus stammte aus der 1. Hälfte des 18. Jahrhunderts und benutzte Kellergewölbe des Vorgängerbaus weiter. In den 1980er Jahren musste es nach längerem Leerstand einem Neubau weichen. Der Burgplatz erhebt sich heute ca. 2 m über die Umgebung und besitzt einen Durchmesser von ca. 120 m. Die Süd- und die Ostseite werden von einem Arm der Aller umflossen.
Dieckhorst lag an der Bahnstrecke Gifhorn Stadt–Celle. Von 1913 bis 1976 fand hier Personenverkehr statt.

## Vereine
- TuS Müden-Dieckhorst von 1910 e. V.[3]
- Schützenverein Müden-Dieckhorst von 1654 e. V.[4]
- Angelsportverein Müden-Dieckhorst e. V.[5]

## Söhne und Töchter
- Horst Schiesgeries (* 1955), Politiker (CDU) und seit 2013 Mitglied des Niedersächsischen Landtags